# هانس أوتو ستورم
هانس أوتو ستورم (بالإنجليزية: Hans Otto Storm)‏ (1895 - 1941)؛ مهندس وروائي أمريكي.